# Larry Van Kriedt
Larry Van Kriedt (San Francisco, California; 4 de julio de 1954) fue el primer bajista de la banda de hard rock AC/DC. Fue reclutado al grupo en 1973, uniéndose a Malcolm Young (Guitarra rítmica), Angus Young (Guitarra principal), Dave Evan (Voz) y Colin Burgess (Batería). Van Kriedt también tocó el saxofón ocasionalmente.

## Biografía

### Primeros años
Nació en San Francisco en una familia musical. Su padre fue el reconocido músico de jazz David Van Kriedt que compuso, arregló, tocó y grabó con gigantes como Dave Brubeck, Paul Desmond, Stan Kenton y muchos más. Todo en la vida de Larry se ha centrado en torno a la música, especialmente jazz. Comenzó a tocar el contrabajo a la edad de 9, la guitarra a los 12, y agregó saxofón y voz a la lista a los 15 años. Estudió jazz, armonía, composición y arreglos musicales con su padre. 
En 1969, a los 15 años su familia se mudó a Sídney, Australia, donde se reunió con Angus Young poco después de la llegada. Empezó a salir con Angus y su hermano, Malcolm Young. Larry se describe como ser un guitarrista de jazz influenciado durante este período. Una de sus primeras sesiones de estudio, fue como bajista de la formación original de AC/DC en 1973.

### Con AC/DC
Van Kriedt formó parte de la banda durante unos cuatro meses, y después de su partida en febrero de 1974, fue sustituido por Neil Smith. AC/DC empleó una sucesión de bajistas en los meses siguientes, y Van Kriedt regresó por unos días en enero de 1975 después de que fue despedido Rob Bailey. Se decidió entonces que el papel de bajista sería ocupado por Malcolm Young o por el hermano mayor George Young, hasta que una solución más permanente pudiera ser encontrada. Esta solución llegó con Mark Evans en marzo de 1975. Kriedt fue también el único en la historia del grupo en haber nacido en los EE. UU.

### Después de AC/DC
Van Kriedt ha tocado muchos estilos diferentes de música y ha participado en la grabación de muchos discos, tanto como artista y como productor, y hasta el día de hoy, posee y opera su propio estudio de grabación. Van Kriedt fue miembro de bandas como: The Eighty Eights, Non Stop Dancers, Def FX, Afram, The LPs, y The Larry Van Kriedt Quartet. Ha escrito y grabado canciones que han tenido éxito en Australia, Japón, Nueva Zelandia, EE. UU. y Europa, y ha trabajado en África del Norte e hizo giras por todo el mundo. 
De 1997 a 1999 vivió en Marruecos, trabajando allí como músico con su banda Afram, haciendo radio, televisión y conciertos como el primer Gnawa Festival de Essaouira en 1998, y recaudar fondos para la caridad, B.A.Y.T.I. Después de salir de Marruecos viajó como un artista callejero, es decir, tocando jazz en la calle, desde Londres a Provenza a Sídney. Esto fue cuando él empezó a hacer playbacks de jazz estándar.
En 2002, Van Kriedt fue pionero en la primera página de internet Jazzbacks.com, para descargar temas de música jazz. 
En 2010 se encuentra trabajando con Paul Agbakoba en The LPs-
- Datos: Q555131